# 보로메오가

보로메오가의 문장

보로메오가(Borromeo)는 이탈리아 토스카나의 산 미니아토에서 유래한 가문으로, 밀라노의 중요한 가문이다. 수세기 동안 밀라노와 라고 마조레(Lago Maggiore) 지역( 이른바 "보로메오 주")에 강한 영향을 미쳤다.
가족 중 가장 유명한 이는 카톨릭교회로부터 성인으로 추앙받은 카를로 보로메오(Carlo Borromeo) 추기경과 알렉산드로 만조니(Alessandro Manzoni)의 소설 ‘약혼자들(I Promessi Sposi)’에 언급된  불멸한 페데리코 보로메오(Federico Borromeo) 추기경이 있다.

## 기원과 역사
보로메오(Borromeo)는 이탈리아 토스카나(Toscana)의 산 미니아토(San Miniato)에서 유래한 가문으로, 밀라노의 중요한 가문으로서, 수세기 동안 밀라노와 라고 마조레(Lago Maggiore) 지역( 이른바 "보로메오 주")에 강한 영향을 미쳤다.
가족 중 가장 유명한 이는 카톨릭교회로부터 성인으로 추앙받은 카를로 보로메오(Carlo Borromeo) 추기경과 알렉산드로 만조니(Alessandro Manzoni)의 소설 ‘약혼자들(I Promessi Sposi)’에 언급된  불멸한 페데리코 보로메오(Federico Borromeo) 추기경이 있다.
가족에 관한 기록은 13세기 말로 거슬러 올라간다. 로마 주변에서 기원한 이들은 산 미니아토 알 테데스코(San Miniato al Tedesco, 현 피사 지방)로 이주했고, 이로 인해 ‘Buon Romei;란 이름을 가지게 된다. 경제적 행운이 가문을 강타했고, 기민한 결혼 정책(실제로 필리포 부온로미(Filippo Buonromei)는 Talda오 결혼했는데, 그녀는 후에 필리포 마리아 비스콘티(Filippo Maria Visconti)가 되는 파시노 카네(Facino Cane)의 아내인 베아트리스 디 텐다(Beatrice di Tenda)의 자매였다) 덕분에 강력한 비스콘티 가문의 지지를 얻었다. 피렌체와 토스카나에서 벌어진 지벨린 가의 투쟁 때문에, 14세기경, 보로메오 가문은 지배적인 경제 활동인 은행가들의 활동을 관리하기 위해 밀라노와 파도바로 이주했다. 파도바에서는 마르게리타 보로메오와 지아코모 비탈리아니의 혼인이 기념되는데, 비록 역사적으로 받아들일 수 있는 증거는 없지만 303년 디오클레티아누스 휘하에서 순교한 성자 파도바의 성 유스티나 후손에서 유래한 것을 자랑했던 비탈리아니 가문은 부유한 지주가였다. 가문을 탕진했던 지아코모의 죽음으로 아들 비탈리아니는 자식이 없던 외삼촌인 지오바니 보로메오에 입양되었고 성도 이어야했다. 이리하여 비탈리아노는 비탈리아노1세라는 이름으로 유명한 밀라노 가문의 선조가 되었다.